# Симон Бар-Кохба
Симон Бар-Кохба (іврит: שמעון בר כוכבא; помер у 135 р. н. е.), уроджений як Симон бен Косева, був лідером так званого Бар-Кохбського постання проти Римської Імперії у 132 р. н. е., що відродило незалежну єврейську державу, якою він керував 3 роки, як Насі («князь»). Його держава була завойована римлянами у 135 р. після двох із половиною років війни.

## Ім'я
Документи, виявлені у XX сторіччі у Печері листів дав його справжнє ім'я, з варіаціями: Симеон бар Косева (שמעון בר כוסבה‬), Бар Косева (בר כוסבא‬) або Бен Косева (בן כוסבא‬). Цілком ймовірно, що його перше ім'я було Бар Косева. Ім'я може означати, що його батько за місцем походження був названий Косева, що також може означати спільне родове ім'я.
Єврейський мудрець Рабі Аківа вважав за можливе, що Симон міг бути єврейським месією, і дав йому прізвище «Бар-Кохба», що означає арамейською «син зірки», від зірки пророцтва вірш з Чисел 24:17: «прийде зірка від Якова». Ім'я Бар-Кохби не з'являється в Талмуді, але у християнських джерелах. Рабиністичний письменник рабин Аківа не залишив свою оцінку Бен Косіви. Його учень Йосе Бен Халафта, у Седер Олам (розділ 30) називає його «бар Козіба» (בר כוזיבא‬), що означає «син брехні». Присуд бар Косебі у перекрученні його імені переноситься у пізнішому рабинистичному вченні, що найменше до кодифікації Талмуда, де назва завжди перекладається як «Симон Бар Козіба» (בר כוזיבא‬) або Бар Козева.

## Повстання

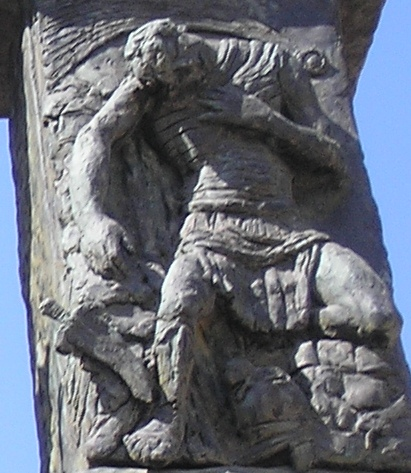
Симон Бар-Кохби в Кнесеті «Менора»

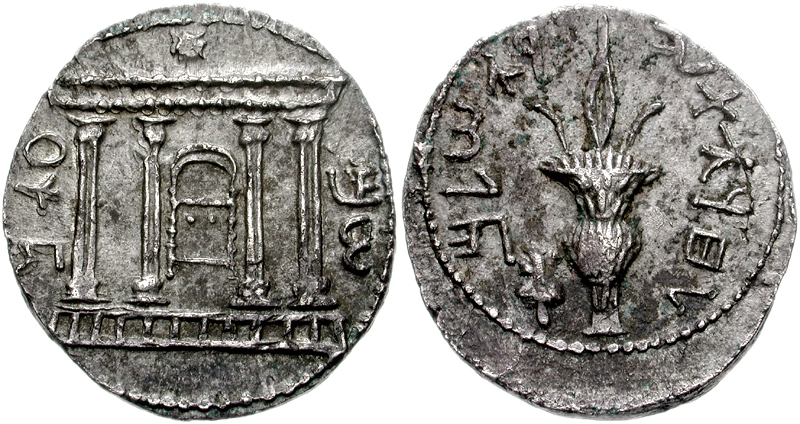
Бар-Кохбський срібний шекель/тетрадрахма. Аверс: Фасад єврейського Храму з висхідною зіркою, оточений текстом «Шимон». Реверс: на лулав і етрог, текст говорить: «За волю Єрусалима»

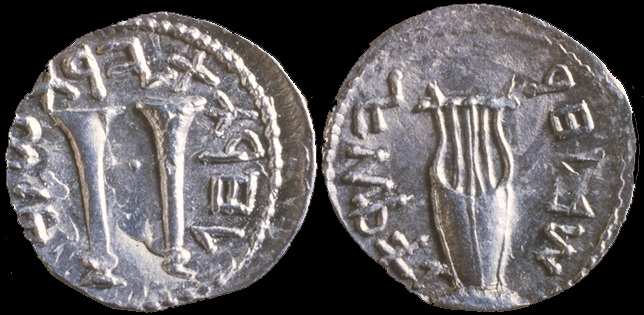
Бар-Кохбський срібний Зуз/денарій. Аверс: труби, оточені «За волю Єрусалиму». Реверс: Кіннор в оточенні «Два роки волі Ізраїлю»

Незважаючи на руйнування римлянами в ході Юдейської війни (66—73 роки н. е.), що залишила населення краю у руїнах, римські імператори прийняли ряд законів, що надали стимул для другого повстання. На основі розмежування років у Хроніконі Євсевія (тепер Хроніка Ієроніма), у 16-му році царювання Адріана, або у 4-му році 227-ї Олімпіади, почалося єврейське повстання під римським намісником Квінтом Тінейом Руфом, коли імператор Адріан послав армію, щоб придушити опір. Тодішній лідер опору Симон Бар-Кохба карав кожного єврея, котрий відмовлявся вступати до лав його війська. Через 2,5 роки війна скінчилася. Римський імператор Адріан у цей час заборонив євреям в'їзд до Єрусалиму. На його місці мало бути побудовано нове римське місто Елія Капітоліна.
Друге юдейське повстання відбулося через 60 років після першого. Була відновлена самостійна єврейська держава, що проіснувала 3 роки. Для багатьох євреїв того часу, такий поворот подій був ознакою довгоочікуваної месіанської доби. Захват тривав недовго й після 3 років повстання було придушене римськими легіонами.
Римлянам слабо щастило на початку, коли вони стикнулися з єдиною Єврейською силою. Така єдність була відмінна від розбрату, що царював за першої єврейсько-римської війни. Йосип Флавій засвідчив про 3 окремі єврейські армії, що боролися один з одним за контроль над Храмовою горою протягом трьох тижнів після того, як римляни пробили стіни Єрусалиму й просувалися до його центру. Римляни були у меншості й зазнали важких втрат, вони прийняли тактику випаленої землі, що скоротила й деморалізувала юдеїв і повільно знищувала їх волю до боротьби.

## Розгром Бетару
Бар Кохба знайшов притулок у фортеці Бетар. Після облоги у 3,5 роки римляни захопили Бетар та вбили всіх захисників, крім одного єврейського юнака, якому було збережене життя — Симона бен Гамліела.

Рабин Йоханан описує різанину, що була скоєна:
…мізки 300 дітей були знайдені на одному камені, разом з 300 кошиками, що залишилися від філактерій (тфілінів) були виявлені у Бетарі, кожен з яких міг містити 3 міри (3 сеа, або, що еквівалентно приблизно 22 літрам). Якби ти полічив їх разом, то отримав би 300 мір.
Рабин (Шимон) Гамліель сказав: 
П'ятсот шкіл були у Бетар, коли найменша з них була не менше 300 дітей. Вони зазвичай кажуть: Якщо ворог прийде на нас, з цими металевими указками (використовується для вказівки на літери Святого Письма), ми виступимо уперед й заколимо їх. Але оскільки беззаконня призвели (їх до падіння), ворог прийшов й загорнув кожну дитину у його власну книгу, й спалив їх разом, і ніхто не залишився, окрім мене.
Згідно Діо Кассію, 580 тисяч євреїв було вбито протягом війни й каральної операції по всій країні; близько 50 укріплених міст й 985 сіл були зруйновані до основи; у той час ті, хто загинув від голоду, хвороб та пожеж не були враховані. Такою страшною ціною була Римська перемога імператора Адріана, який не вважав за доречне привітатися у доповіді римському сенату традиційним привітанням: «Якщо ви і ваші діти здорові, добре; я і легіони здорові».
У післявоєнний період, Адріана об'єднав старі адміністративно-політичні одиниці Юдею, Галилею й Самарію у нову провінцію Сирія Палестина, що зазвичай трактується як спроба покінчити пов'язання з Юдеєю.
За останні кілька десятиліть, виявлена нова інформація про повстання з відкриттям кількох збірок листів з Печери листів з видом на Мертве море. Деякі з них, ймовірно, належать самому Бар-Кохбі. Ці листи тепер можна побачити у Музеї Ізраїлю.

За словами ізраїльського археолога Ігаеля Ядина, Бар-Кохба намагався відродити іврит й зробити іврит офіційною мовою євреїв, як частину його месіанської ідеології. В «дорожню карту» до небес: антропологічне дослідження гегемонії серед священиків, мудреців і мирян (юдаїзм та єврейський спосіб життя) за Сигаліт Бен-Ціон (стор. 155), Ядин зауважив:
Схоже, що ця зміна сталася внаслідок наказу, що був даний Бар-Кохбою, який хотів відродити іврит й зробити його офіційною мовою держави.

## Характер
Симон Бар-Кохба зображується в рабинській літературі з нестандартною й запальною поведінкою. Талмуд говорить, що він вів армію єврейських бойовиків чисельністю близько 200000, але змусив його молоде поповнення довести свою доблесть відрубанням одного з власних пальців. Мудреці Ізраїлю поскаржився йому на те, що він нашкодив народу Ізраїль.

Всякий раз, коли він йшов у бій, він, як повідомлялося, казав:
Владика Всесвіту, немає необхідності для Тебе допомоагти нам (проти наших ворогів), але також не ганьби нас!
Він також казав, що він убив свого дядька по материнській лінії, рабина Елазар Модіїма, запідозривши його у співпраці з ворогом, тим самим втратив Божий захист, що призвело до руйнування Бетар, у якому Бар-Кохба й загинув.

## Страта євреїв-християн
Бар-Кохба був безжальний лідер, карав будь-якого єврея, що відмовився вступати у ряди його армії. Згідно Хронікону Євсевія (тепер Хроніка Єрома), він суворо покарав євреїв-християн смертю різними способами тортур за відмову воювати проти римлян.

## Популярна культура
З кінця XIX сторіччя, Бар-Кохба був предметом численних творів мистецтва (драми, опери, романи та інші), у тому числі:
- Harisot Betar: sipur `al dever gevurat Bar Kokhva ve-hurban Betar bi-yad Adriyanus kesar Roma (1858), єврейський роман Кальмана Шульмана
- Бар-Кохба (1882), оперета на ідиші Авраама Гольдфадена (музика й лібретто). Твір було написано на хвилі погромів проти євреїв 1881 після вбивства царя Олександра II у Росії.
- Бар-Кохба (1884), єврейська драма Єгуда Леб Ландау
- Син зірки (1888), англійський роман Бенджаміна Ворда Річардсона
- Син зірки (1903), французька опера Каміля Ерлангера (музика) й Катулле Мендеса (Лібр.)
- Бар-Кохба (1905), Німецька опера Станіслауса Суда (музика) й Карла Йонаса (Лібр.)
- Раббі Акіба й Бар-Кохба (1910), їдишський роман Давида Пінського
- Бар-Кохба (1929), єврейська драма Шауль Черниховський
- Бар-Кохба (1939), їдишська драма Шмуеля Галкіна[28]
- Бар-Кохба (1941), їдишський роман Авраама Рафаеля Форсайта
- Син зірки (1943), угорська драма Лайоша Шаболці
- Steiersønne (1952), данський роман Поуля Борщеніуса
- Князь Ізраїлю (1952), англійського роману Еліаса Гилнер
- Бар-Кохба (1953), єврейський роман Джозефа Опатошу
- Син зірки (1969), англійський роман Ендрю Мейзелса
- Якщо я забуду Тебе (1983), англійський роман Бренди Леслі Сігал
- Зірка на власному шляху. Життя Бар-Кохби (1988), єврейський роман С. Дж. Креютнер
- Ha-mered ha-midbar. Roman historiah mi-tequfat Bar-Kokhba (1988), єврейський роман Єрошуї Пера
- Мій чоловік, Бар-Кохби (2003), англійський роман Ендрю Сандерс
- Знання Стовпів (2014), американська реп-пісня Допі Зіглер

Інша оперети на тему Бар-Кохби була написана українсько-єврейським емігрантським композитором Яковом Біланським Леваноном в Палестині у 1920-ті роки.
Камерний ансамбль Масад Джона Зорна записав альбом під назвою Бар-Кохба, зі світлиною листа Бар-Кохби до Єшуї, сину Галголи на обкладинці.

### Гра Бар Кохба
Одного разу, за легендою, за свого правління Бар-Кохбі було представлено понівечену людину, якій було вирвано язика й відрізані руки. Не в змозі говорити або писати, потерпілий не був здатний вказати на своїх кривдників. Бар-Кохба вирішив ставити прості питання, на які вмираюча людина могла кивнути, або похитати головою зі своїх останніх рухів. Його вбивці згодом були затримані.
В Угорщині, ця легенда породила гру «Бар-Кохба», в якій один з двох гравців придумує слово або предмет, а інший має це з'ясувати, ставлячи питання і отримуючі відповіді тільки «так» або «ні». Це питання зазвичай задає в першу чергу, якщо це жива істота, якщо ні, якщо це об'єкт, якщо ні, це, звичайно, абстракція. Дієслово «kibarkochbázni» («Бар-Кохби») стало спільною мовою дієслова, що означає «витягувати інформацію в надзвичайно виснажливий шлях».